# Elecciones estatales de Bremen de 2007
Las Elecciones estatales de Bremen de 2007 se llevaron a cabo el 13 de mayo de ese año, con el propósito de elegir a los miembros del Bürgerschaft de Bremen.

## Antecedentes
Antes de las elecciones, el alcalde Jens Böhrnsen (SPD) era capaz de elegir a su futuro socio de coalición. Las opciones eran continuar la coalición con la CDU (coalición que había gobernado el estado desde 1995) o formar una coalición SPD/Verdes. La canciller Angela Merkel dijo estar molesta por el hecho de que Böhrnsen estuviera tomando esta decisión antes de las elecciones.

## Resultados
Los resultados fueron:
| Partido | Partido                                   | %      | +/–  | Escaños | +/– | %      |
| ------- | ----------------------------------------- | ------ | ---- | ------- | --- | ------ |
|         | Partido Socialdemócrata de Alemania (SPD) | 36.7%  | –5,6 | 32      | –8  | 38.5%  |
|         | Unión Demócrata Cristiana (CDU)           | 25.6%  | –4,2 | 23      | –6  | 27.7%  |
|         | Alianza 90/Los Verdes (GRÜNE)             | 16.5%  | +3,7 | 14      | +2  | 16.9%  |
|         | Partido del Socialismo Democrático (PDS)  | 8.4%   | +6,7 | 7       | +7  | 8.4%   |
|         | Partido Democrático Liberal (FDP)         | 6.0%   | +1,8 | 5       | +4  | 6.0%   |
|         | Deutsche Volksunion (DVU)                 | 2.7%   | +0,4 | 1       | ±0  | 1.2%   |
|         | Ciudadanos en Ira (BIW)                   | 0.8%   | +0,8 | 1       | +1  | 1.2%   |
|         | Otros                                     | 3.2%   |      | 0       | ±0  | 0.0%   |
| Total   | Total                                     | 100.0% |      | 83      |     | 100.0% |

El proceso electoral marcó el primer y único éxito del Partido del Socialismo Democrático a nivel estatal en el antiguo oeste de Alemania. Las negociaciones de coalición entre el SPD y Los Verdes se pusieron en marcha después de la elección, concluyendo exitosamente el 16 de junio de 2007. Esta fue la primera coalición roja-verde en formarse a nivel estatal después de que la coalición de Gerhard Schröder colapsara a nivel federal.